# 엘론 린덴스트라우스
엘론 린덴스트라우스(히브리어: אֵילוֹן לִינדֶנשְׁטְרַאוּס IPA: [eˈlon ˈlindenʃtraus], 1970년 8월 1일 ~ )는 이스라엘 수학자이다.

## 약력
그의 아버지 요람 린덴스트라우스(히브리어: יוֹרָם לינדנשטראוס) 역시 수학자였다. 린덴스트라우스는 히브리 대학교에서 학업을 하였으며, 1995년 석사를 마치고, 1999년 〈역학계에서의 엔트로피성질(Entropy properties of dynamical systems)〉이라는 논문으로 박사학위를 받았다. 1999년 ~ 2000년 프린스턴 고등연구소 2001년 ~ 2003년 스탠퍼드 대학교에서 부교수, 2003년 ~ 2005년 클레이 수학연구소와 쿠란트 수학연구소에서 근무, 2004년부터 프린스턴 대학교에서 교수로 재직중이다.
그는 주로 편력이론의 응용 분야에서 연구하고 있으며, 리틀우드의 추측을 증명하였다.

## 학력
- 1987년~1991년: 히브리 대학교 (학사)
- 1993년~1995년: 히브리 대학교 (석사)
- 1997년~1999년: 프린스턴 대학교 (박사)

## 수상
- 2003년 Salem Preis
- 2004년 유럽 수학협회 공로상
- 2008년 Michael Bruno Memorial Award
- 2009년 Erdős Prize, Fermat Prize
- 2010년 필즈상

## 저서
- Lindenstrauss, Einsiedler: Diagonal flows on locally homogeneous spaces and number theory. In: Proceedings ICM. Madrid 2006.